# Ie (família)
O Ie (家), ou "família", era a unidade básica do Direito do Japão até o final da Segunda Guerra Mundial: a maioria das matérias civis e criminais envolvia mais as famílias do que os indivíduos (Iwasawa 1998:233). O ie é consistido de pai e mãe, seu filho com a esposa e os respectivos filhos (Shimizu 1987:85), mesmo já em 1920, 54% das famílias japonesas ainda eram nucleares.  O sistema foi abolido em 1947 com a revisão do direito de família japonês ob a influência da Ocupação do Japão, e a sociedade japonesa iniciou uma transição para um sistema de família nuclear mais americanizado. Entretanto, o número de famílias nucleares continuou aumentando lentamente até 1980, quando atingiu 63% e os princípios do Confucionismo sobre o conceito de ie são ainda seguidos informalmente por várias famílias japonesas atuais.